# Mycalesis evarida
Mycalesis evarida är en fjärilsart som beskrevs av Hans Fruhstorfer 1911. Mycalesis evarida ingår i släktet Mycalesis och familjen praktfjärilar. Inga underarter finns listade i Catalogue of Life.